# Ділянка букового лісу (заповідне урочище, Рівненська область)
Діля́нка бу́кового лі́су — заповідне урочище (лісове) в Україні. Розташоване в межах Здолбунівського району Рівненської області, неподалік від села Спасів. 
Площа 7,7 га. Статус надано згідно з рішенням обласної ради від 27.05.2005 року № 584. Перебуває у віданні ДП «Рівненський лісгосп» (Здолбунівське л-во, кв. 50, вид. 1). 
Статус надано з метою збереження частини лісового масиву з насадженнями бука. 